# Tartu Ülikool/Rock
Tartu Ülikool/Rock (Universidad de Tartu/Rock) es un club de baloncesto estonio, con sede en la ciudad de Tartu. Fundado en 1945, y es el club más antiguo del país. Compite en la Alexela KML, la primera competición de Estonia, en la Liga Báltica y en la tercera competición europea, la Eurochallenge. Disputan sus partidos como local en el Tartu Ülikooli Spordihoone, con capacidad para 3000 espectadores. Ha sido campeón de la liga de su país en veintidós ocasiones, la última de ellas en 2010.

## Historia
Aunque los orígenes son inciertos, el club se fundó en 1944, entrando a formar parte de la liga de la República Socialista Soviética de Estonia tras la Segunda Guerra Mundial. Durante finales de los años 40 y los años 50 fue el dominador de la competición doméstica, acumulando 8 títulos en ese periodo.
Tras una década alejado de los primeros puestos, una nueva racha entre 1968 y 1978 le daría 8 títulos más. Tras la independencia del país, se une a la Korvpalli Meistriliiga, consiguiendo su primer título en la nueva competición en el año 2000, algo que repetiría en otras 6 ocasiones hasta su último campeonato, logrado en 2010.
Su mayor éxito en competiciones internacionales lo consiguió en 2008, tras batir en cuartos de final de la FIBA Eurocup al Ural Great Perm, alcanzando las semifinales de la competición.

## Nombres
- Tartu Ülikooli Spordiklubi: (1947-1952)
- Tartu Riiklik Ülikool: (1952-1989)
- Tartu Ülikool: (1989-1992)
- Tartu Korvpalliklubi: (1992-1993)
- Raidor: (1993-1994)
- Tartu Gaas: (1994-1995)
- Tartu Korvpalliklubi: (1995-1997)
- Tartu Spordiklubi Polaris: (1997-1999)
- Tartu Ülikool-Delta: (1999-2001)
- Tartu Ülikool/Rock: (2001-2011)
- Tartu Ülikooli Korvpalliklubi: (2011-2012)
- Tartu Ülikool/Rock: (2012-)

## Historial en la Liga de Estonia
- 1991-1992 – 8.º
- 1992-1993 – 5.º
- 1993-1994 – 4.º
- 1994-1995 – 5.º
- 1995-1996 – 2.º
- 1996-1997 – 3.º
- 1997-1998 – 3.º
- 1998-1999 – 4.º
- 1999-2000 – 1.º
- 2000-2001 – 1.º
- 2001-2002 – 2.º
- 2002-2003 – 3.º
- 2003-2004 – 1.º
- 2004-2005 – 2.º
- 2005-2006 – 2.º
- 2006-2007 - 1.º
- 2007-2008 - 1.º
- 2008-2009 – 2.º
- 2009-2010 – 1.º
- 2010-2011 – 2.º
- 2011-2012 – 2.º
- 2012-2013 – 2.º

## Títulos
- Liga de Estonia: 7
  - 2000, 2001, 2004, 2007, 2008, 2010, 2015
- Copa de Estonia: 16
  - 1950, 1952, 1956, 1958, 1974, 1976, 1979, 2000, 2001, 2002, 2004, 2009, 2010, 2011, 2012, 2014, 2021
- Campeonato de la URSS: 1
  - 1949
- Campeonato de la RSS de Estonia: 19
  - 1938, 1939, 1940, 1948, 1949, 1950, 1951, 1952, 1956, 1958, 1959, 1969, 1970, 1972, 1973, 1975, 1976, 1977, 1978
- Copa Báltica: 1
  - 2010

### Premios Individuales
Mejor Jugador KML
- Tanel Tein – 2001, 2006
- Augenijus Vaškys – 2004
- Brian Cusworth – 2008
- Giorgi Tsintsadze – 2009

MVP Finales KML
- Tanel Tein – 2000, 2001, 2007
- Brian Cusworth – 2008
- Janar Talts – 2010

Jugador Joven del año de la KML 
- Tanel Tein – 1998
- Veljo Vares – 2001
- Rain Veideman – 2011

Entrenador del año de la KML
- Jüri Neissaar – 2001
- Tõnu Lust – 2004
- Üllar Kerde – 2008

MVP del mes de la Liga Báltica
- Scott Morrison – noviembre de 2009
- Callistus Eziukwu - noviembre de 2010

Primer equipo KML
- Tanel Tein – 2001, 2006, 2007, 2008
- Tarmo Kikerpill – 2001, 2004, 2005
- Janar Talts – 2008, 2009, 2010
- Vallo Allingu – 2004, 2006
- Giorgi Tsintsadze – 2008, 2009
- Toomas Liivak – 2001
- Augenijus Vaškys – 2004
- Marek Doronin – 2005
- Gert Kullamäe – 2007
- Brian Cusworth – 2008
- Scott Morrison – 2010
- Sten-Timmu Sokk – 2011
- Bill Amis – 2012

Equipo Defensivo KML
- Janar Talts – 2009, 2010
- Tanel Tein – 2006
- Martin Viiask – 2006
- Vallo Allingu – 2006
- Martin Müürsepp – 2007
- Callistus Eziukwu – 2011
- Silver Leppik – 2012

|}

## Jugadores destacados
| - Janar Talts (4 temporadas: 2007–2010 & 2013–presente) - Tanel Tein (13 temporadas: 1994–1998 & 1999–2003 & 2005–2010) - Marek Doronin (14 temporadas: '98–presente) - Rain Veideman (3 temporadas: '2010–2013) - Vallo Allingu (11 temporadas: '2002–2013) - Gert Kullamäe (3 temporadas: '06–'09) - Martin Müürsepp (1 temporada: '06–'07) - Tarmo Kikerpill (13 temporadas: '94–'07) - Valmo Kriisa (1990–1997 & 2012–presente) - / Mart Laga (8 temporadas: '52–'55, '57–'72) - / Aleksei Tammiste (8 temporadas: '68–'73, '74–'77) | - / Anatoli Krikun (6 temporadas: '67–'71, '72–'74) - / Jaak Lipso (4 temporadas: '56–'60) - / Heino Kruus (1 temporada: '48–'49) - / Ilmar Kullam (6 temporadas: '44–'46, '47–'48, '53–'56) - Viktor Sanikidze (1 temporada: '08–'09) - Giorgi Tsintsadze (4 temporadas: '06–'09 & 2010–2011) - Kęstutis Šeštokas (1 temporada: '07–'08) - Augenijus Vaškys (2 temporadas: '03–'05) - Tanoka Beard (1 temporada: '08–'09) - Brian Cusworth (1 temporada: '07–'08) - Bill Amis (1 temporada: '2011–'2012) - Justin Ingram (1 temporada: '2012–'2013) |

## Entrenadores
| Nombre          | Años      | Títulos                                               |
| --------------- | --------- | ----------------------------------------------------- |
| Edgar Naarits   | 1946–1956 | 5 Alexela KML, 2 Copa de Estonia, URSS Liga Soviética |
| Ernst Ehaveer   | 1956–1983 | 11 Alexela KML, 5 Copa de Estonia                     |
| Arne Laos       | 1983–1992 |                                                       |
| Jüri Neissaar   | 1992–1997 |                                                       |
| Teet Laur       | 1997–2000 | Alexela KML, Copa de Estonia                          |
| Jüri Neissaar   | 2000–2003 | Alexela KML, 2 Copa de Estonia                        |
| Tõnu Lust       | 2003–2005 | Alexela KML, Copa de Estonia                          |
| Paavo Russak    | 2005–2006 |                                                       |
| Algirdas Brazys | 2006–2007 | Alexela KML                                           |
| Üllar Kerde     | 2007–2008 | Alexela KML                                           |
| Indrek Visnapuu | 2008–2012 | Alexela KML, 2 Copa de Estonia, Copa Báltica          |
| Gert Kullamäe   | 2012–     | Copa de Estonia                                       |